# Godelleta (kommunhuvudort)
Godelleta är en kommunhuvudort i Spanien.   Den ligger i provinsen Província de València och regionen Valencia, i den östra delen av landet, 280 km öster om huvudstaden Madrid. Godelleta ligger 292 meter över havet och antalet invånare är 2 597.
Terrängen runt Godelleta är platt åt sydost, men åt nordväst är den kuperad. Terrängen runt Godelleta sluttar österut.Runt Godelleta är det ganska tätbefolkat, med 54 invånare per kvadratkilometer. Närmaste större samhälle är Torrent, 18,8 km öster om Godelleta. Trakten runt Godelleta består till största delen av jordbruksmark.